# Isis (Band)
Isis war eine US-amerikanische Post-Metal-Band. Sie wurde 1997 in Boston, Massachusetts, gegründet und war später in Los Angeles, Kalifornien, ansässig. Im Juni 2010 löste sie sich nach Vorankündigung auf.

## Geschichte
Isis wurde 1997 von Aaron Turner, Jeff Caxide und Aaron Harris gegründet. Nachdem sie eine erste EP, The Mosquito Control (produziert von Converge-Gitarrist Kurt Ballou), aufgenommen hatte, tourte sie unter anderem mit Dillinger Escape Plan, Converge und EyeHateGod. 1998 stießen Mike Gallagher und Jay Randall zur Band.
Randall verließ Isis bereits ein Jahr später, nach den Aufnahmen zur zweiten EP The Red Sea, welches wiederum von Kurt Ballou produziert wurde. Seinen Platz nahm Cliff Meyer ein. Es folgte eine Tour mit Cave In.
Mit Celestial wurde 2000 das erste vollständige Album veröffentlicht. Erstmals arbeitete die Band mit Matt Bayles zusammen, der auch für The Blood Brothers, Pearl Jam und Mastodon tätig war. Bayles produzierte auch die folgenden Isis-Alben. Celestial weckte ebenfalls das Interesse Mike Pattons, welcher Isis daraufhin für sein Label Ipecac Recordings verpflichtete.
2002 veröffentlichte Isis ihr zweites Album Oceanic erneut auf Mike Pattons Label, dessen Philosophie darin besteht, unkonventionellen Künstlern verschiedenster Genres eine Plattform zu bieten, ohne in deren Schaffen reglementierend einzugreifen. Spätestens seit Oceanic war Isis auch einer größeren Basis in Europa bekannt. Hier tourte sie mehrmals, besonders 2003 im Zuge des Oceanic-Releases, wo sie unter anderem Shows mit Aereogramme, Dälek und Jesu spielte. 2005 war sie auch auf dem Roskilde-Festival zu sehen.
Im Oktober 2004 veröffentlichte Isis das Album Panopticon, worauf wieder Monate von Tour und Promotion folgten. Nach Deutschland brachte sie die durch gemeinsames Touren befreundete Band Jesu mit und lernte hier auf die gleiche Weise die zum Package gehörende deutsche Band Bohren & der Club of Gore schätzen. Zum Song In Fiction wurde mit Hilfe von Josh Graham ein Video gedreht, welches laut Aaron Turner allerdings nie im kommerziellen Fernsehen ausgestrahlt wurde.
2006 wurde Isis von Tool als Support für deren große 10,000 Days-Tour gebucht und somit einem noch größeren Publikum bekannt. Am 26. September 2006 veröffentlichte Isis ihre DVD Clearing the Eye, welche diverse Liveaufnahmen von 1999 bis 2005 enthält, und einen Monat später, am 31. Oktober 2006, ihr Album In The Absence Of Truth. Album und DVD erschienen ebenfalls wieder über Ipecac beziehungsweise Southern.
2007 folgte die nächste große Tour durch Europa, bei der sie auch unter anderem auf dem Southside- sowie auf dem Hurricane-Festival zu sehen war. 2008 kam die Band im April wieder auf Tournee nach Europa und spielte auf einigen Festivals.
Sänger Aaron Turner ist über sein musikalisches Schaffen hinaus Gründer und Besitzer des Labels Hydra Head Records und verantwortlich für das lyrische und visuelle Konzept hinter den Isis-Veröffentlichungen. Auch hat er schon viele Artworks für befreundete Bands wie z. B. Pelican oder Converge entworfen. Außerdem ist er in mehreren Seitenprojekten involviert, zum Beispiel Old Man Gloom, Lotus Eaters, Mamiffer und House of Low Culture. Des Weiteren ist Bryant Clifford Meyer Gründungsmitglied der Post-Rock-Bekanntheit Red Sparowes sowie der Band Windmills by the Ocean.
Am 18. Mai 2010 verkündeten die Isis-Mitglieder, dass sie sich nach ihrem letzten Konzert ihrer letzten Tour am 23. Juni 2010 trennen werden; sie hätten alles getan, was sie tun wollten, und alles gesagt, was sie sagen wollten. Bis dahin sollten noch die Aufnahmen einer schon angekündigten EP abgeschlossen werden. Letztlich erschien im November 2012 ein Box-Set mit Specials auf Doppel-CD und DVD namens Temporal.
Im Sommer 2018 kündigten die Musiker einen gemeinsamen Auftritt unter dem Namen Celestial für ein Caleb Scofield gewidmetes Benefiz-Festival, mit Old Man Gloom und Pelican im Oktober des gleichen Jahres in Los Angeles an.

## Stil
Isis wird oft in einem Atemzug mit Bands wie Neurosis oder Pelican aufgrund ihres Stilmixes genannt. Ihre Songs sind selten kürzer als sechs Minuten und beinhalten hauptsächlich Elemente aus Doom Metal, Postrock, Noiserock, Hardcore Punk und Ambient. Deshalb wird die Band in das Genre des Post-Metal eingeordnet, in dem sie eine Vorreiterrolle einnimmt. Zu Beginn ihrer Laufbahn spielte sie eine Mischung aus brachialem Hardcore und Doom-Metal-Anleihen und galt als eine von vielen Neurosis-Kopien. Im Laufe ihrer Entwicklung bewegte sie sich jedoch über das ihr anhaftende Sludge-Genre hinaus, da sie ab Oceanic begann, ihre Musik um dynamische Wechselspiele aus dem Post-Rockbereich (z. B. Mogwai) zu erweitern, diese etwas melodiebetonter zu gestalten und den Songs durch einen längeren Aufbau mehr Raum zur Entfaltung zu geben. Das nachfolgende Album Panopticon spann den Faden dieser Entwicklung weiter. Zusätzlich begann Turner, sauber zu singen, anstatt wie bis dahin Growls zu verwenden. Die Songs sind nun noch stärker vom Kontrast ruhig-laut gezeichnet.
Das Album In the Absence of Truth ist merklich beeinflusst durch Isis’ USA-Tour als Support für Tool im Jahre 2006. Es ist technischer und komplexer ausgefallen als das zuvor veröffentlichte Material. Damit markiert das Album auch eine Abkehr vom Post-Metal-Genre und öffnet den Stil der Band zum progressiven Alternative Metal.

## Diskografie

### Alben
- 2000: Celestial
- 2002: Oceanic
- 2004: Oceanic Remixes / Reinterpretations
- 2004: Panopticon
- 2006: In the Absence of Truth
- 2009: Wavering Radiant
- 2012: Temporal (Box-Set mit Doppel-CD und DVD)

### Live
- 2004: Live.01
- 2004: Live.02
- 2005: Live.03
- 2006: Live.04
- 2009: Live V
- 2012: Live VI
- 2017: Live VII

### EPs
- 1998: The Mosquito Control
- 1999: Sawblade
- 1999: The Red Sea
- 2001: Sgnl>05
- 2006: In the Fishtank (zusammen mit Aereogramme)
- 2008: Holy Tears
- 2008: Not in Rivers, But in Drops
- 2010: Isis/Melvins Split (nur als LP)

### Kompilationen
- 2008: Shades of the Swarm (Vinyl Box-Set, enthält alle Alben und EPs von 1998 bis 2006)

### Videoalben
- 2006: Clearing the Eye (DVD)

### Singles
- 2008: Holy Tears[8]
- 2008: Not in Rivers, But in Drops[8]

### Musikvideos
- In Fiction
- Holy Tears
- Not in Rivers, But in Drops
- 20 Minutes / 40 Years